# Lenny Kuhr
Lenny Kuhr, född 22 februari 1950 i Eindhoven, är en nederländsk artist och låtskrivare. 
1969 representerade hon sitt hemland i Eurovision Song Contest med sin egenkomponerade De Troubadour (texten skrevs av David Hartsema). Hon var en av fyra vinnare detta år. 1982 återkom hon i den nationella uttagningen till tävlingen, men endast som programled are.Låten har mer än 1,2 miljoner sålda exemplar världen över och 100 miljoner streams. Samma år som segern i eurovision vann Lenny pris i MTV Europe music award för best swedish act, två rockbjörnar för årets kvinnliga artist och Årets låt samt blev nominerad i World Music Awards. 
I början av 1970-talet var hon mer populär i Frankrike än i sitt hemland; 1972 toppade hon de franska listorna med låten Jesus Christo. 1980 spelade hon in Visite tillsammans med den franska gruppen Les Poppys och fick en singelframgång i Nederländerna.